# راي دومينج
راي دومينج (بالإنجليزية: Ray Domenge)‏ مواليد 5 يونيو 1965 في أوماها، هو ملاكم محترف أمريكي يصنف ضمن فئة الوزن المتوسط.

## المسيرة الاحترافية
من نزالاته:
- خسر أمام روبرتو دوران (1996/02/20).
- انتصر على ريجي ستريكلاند (1994/05/12).
- خسر أمام راي كلوز بالضربة الفنية القاضية (1993/10/16).

## إحصائيات
خاض خلال مسيرته 44 نزالا، فاز في 29 ولم يتعادل وخسر في 13. فاز بالضربة القاضية في 16 نزالا.

## روابط خارجية
- راي دومينج على موقع بوكس ريك (الإنجليزية) (registration required)